# سیارک ۱۷۸۸۰۳
سیارک ۱۷۸۸۰۳ (به انگلیسی: 178803 Kristenjohnson، نامگذاری:2001FA4) صد و هفتاد و هشت هزار و هشتصد و سومین سیارک کشف شده‌است که در ۱۹ مارس ۲۰۰۱ کشف شد.